# Différentielle
Pour différentiel en mécanique, voir Différentiel (mécanique).
Ne pas confondre avec la notion de différentielle en algèbre homologique.
 (décembre 2019).
Si vous disposez d'ouvrages ou d'articles de référence ou si vous connaissez des sites web de qualité traitant du thème abordé ici, merci de compléter l'article en donnant les références utiles à sa vérifiabilité et en les liant à la section « Notes et références ».
En analyse fonctionnelle et vectorielle, on appelle différentielle d'ordre 1 d'une fonction en un point {\displaystyle a} (ou dérivée de cette fonction au point {\displaystyle a}) la partie linéaire de l'accroissement de cette fonction entre {\displaystyle a} et {\displaystyle a+h} lorsque {\displaystyle h} tend vers 0. Elle généralise aux fonctions de plusieurs variables la notion de nombre dérivé d'une fonction d'une variable réelle, et permet ainsi d'étendre celle de développements limités. Cette différentielle n'existe pas toujours, et une fonction possédant une différentielle en un point est dite différentiable en ce point. On peut ensuite calculer des différentielles d'ordre supérieur à 1.
On utilise la notation différentielle avec beaucoup d'efficacité dans le cadre du calcul d'approximations et du calcul de dérivées. Elle facilite la formule de la dérivée de la composée. Elle se révèle très pratique dans le changement de variable en calcul intégral.
Dans l'approche de Leibniz, la différentielle d'une fonction est son « accroissement infinitésimal », qui s'écrit comme une combinaison des accroissements infinitésimaux des différentes variables. Ainsi pour une fonction {\displaystyle f} des variables {\displaystyle x} et {\displaystyle y}, l'accroissement infinitésimal {\displaystyle \mathrm {d} f} s'exprime sous la forme :
{\displaystyle \mathrm {d} f={\frac {\partial f}{\partial x}}\,\mathrm {d} x+{\frac {\partial f}{\partial y}}\,\mathrm {d} y=p\,\mathrm {d} x+q\,\mathrm {d} y}
où {\displaystyle {\frac {\partial f}{\partial x}}} et {\displaystyle {\frac {\partial f}{\partial y}}} sont les dérivées partielles de {\displaystyle f}.
Le calcul différentiel ainsi conçu, s'il était un outil de calcul efficace, manquait d'un fondement rigoureux, en particulier en ce qui concerne la notion de quantité infinitésimale. La notion moderne de différentielle est l'outil algébrique qui permet de passer des accroissements finis {\displaystyle \delta x}, {\displaystyle \delta y} des variables à l'accroissement {\displaystyle \delta f} de la fonction, en se limitant au premier ordre d'approximation. Mathématiquement, il n'est plus question de petite variation mais de calcul au premier ordre, dont la définition s'exprime sous forme d'une limite.
Il convient cependant de ne pas négliger la puissance d'évocation et l'efficacité dans les calculs du point de vue original de Leibniz. C'est ce qui explique qu'il reste massivement utilisé, notamment par les physiciens ou les économistes. En introduisant la notion avancée de calcul tensoriel sur les variétés, les mathématiciens ont pu assurer un statut précis aux notations différentielles de tous ordres.

## Première approche

### Fonction d'une seule variable
Le calcul différentiel, pour les fonctions d'une seule variable, se confond avec la dérivation. Soit {\displaystyle f} une fonction d'une variable réelle, à valeurs réelles ; on notera {\displaystyle y=f(x)} le résultat de l'application de {\displaystyle f}. Elle est dite dérivable en {\displaystyle a} lorsqu'il existe un réel, noté {\displaystyle f'(a)}, tel que pour tout réel {\displaystyle h} on ait :
{\displaystyle f(a+h)=f(a)+f'(a)\,h+h\,\varepsilon (h)}
où {\displaystyle \varepsilon } est une fonction ayant une limite nulle en 0. {\displaystyle f'(a)} est alors appelé nombre dérivé de {\displaystyle f} en {\displaystyle a}. On résume souvent cela par la notation (dite notation de Landau) :
{\displaystyle f(a+h)=f(a)+f'(a)\,h+o(h).}
Intuitivement ce calcul de limite, qui porte le nom de développement limité à l'ordre 1 pour la fonction {\displaystyle f} en {\displaystyle a}, signifie qu'en première approximation, pour {\displaystyle h} proche de 0, la valeur de {\displaystyle f(a+h)} est peu différente de celle de {\displaystyle f(a)+f'(a)\cdot h}. Notamment parmi les expressions affines (c'est-à-dire de la forme {\displaystyle \alpha +\beta \cdot h}), c'est celle-ci qui donne la meilleure approximation de {\displaystyle f(a+h)}.

#### Introduction intuitive des notations du calcul infinitésimal
Dans de nombreuses applications, des notations parlantes sont employées pour décrire cette situation. On convient de noter le nombre {\displaystyle h} par {\displaystyle \mathrm {d} x} pour indiquer qu'il représente une très petite variation de {\displaystyle x} par rapport à la valeur de référence {\displaystyle a}. On note {\displaystyle \mathrm {d} y} la variation de l'image par rapport à la valeur de référence :
{\displaystyle \mathrm {d} y=f(a+h)-f(a)\simeq f'(a)\,\mathrm {d} x.}
Le point de vue couramment adopté (surtout en physique), abusif en toute rigueur, est que pour des variations suffisamment petites, on peut écrire {\displaystyle \mathrm {d} y=f'(a)\,\mathrm {d} x}. Cette présentation escamote en effet la nécessité d'utiliser un calcul de limite, car même pour des variations très petites, le terme d'erreur noté {\displaystyle o(h)} ci-dessus n'a pas de raison d'être nul. Mathématiquement parlant, il serait plus juste de noter cela :
{\displaystyle \delta y\simeq f'(a)\,\delta x}
car les mathématiciens prouvent la formule exacte {\displaystyle \mathrm {d} y=f'(a)\,\mathrm {d} x}, en donnant aux notations {\displaystyle \mathrm {d} x} et {\displaystyle \mathrm {d} y} un sens précis qui n'est pas celui de petites variations et qui sera détaillé plus bas.

### Fonction de deux variables
Soit {\displaystyle f} une fonction des deux variables {\displaystyle x} et {\displaystyle y} ; on notera {\displaystyle z=f(x,y)} le résultat de l'application de {\displaystyle f}.

#### Valeur attendue pour la différentielle
De nouveau, la question posée peut être formulée ainsi : lorsque, par rapport à des valeurs de référence {\displaystyle a} et {\displaystyle b}, on augmente les variables {\displaystyle x} et {\displaystyle y} des quantités {\displaystyle \mathrm {d} x} et {\displaystyle \mathrm {d} y}, quel est l'effet (au premier ordre) sur la variable {\displaystyle z} ?
Les dérivées partielles permettent de répondre à la question lorsqu'une des deux variations est nulle. Ainsi, parce que c'est un simple calcul de dérivée de fonction d'une variable, il est possible d'écrire :
{\displaystyle \mathrm {d} z_{a,b}=\mathrm {d} f_{a,b}={\frac {\partial f}{\partial x}}(a,b)\,\mathrm {d} x} lorsque {\displaystyle \mathrm {d} y=0}
et de même en inversant les rôles : si {\displaystyle \mathrm {d} x} est nul, {\displaystyle \mathrm {d} z} se calcule à l'aide de la deuxième dérivée partielle.
Il semblerait naturel que lorsqu'on augmente {\displaystyle x} et {\displaystyle y} respectivement des quantités infiniment petites {\displaystyle \mathrm {d} x} et {\displaystyle \mathrm {d} y}, l'augmentation totale soit obtenue en superposant les deux cas précédents :
{\displaystyle \mathrm {d} z_{a,b}=\mathrm {d} f_{a,b}={\frac {\partial f}{\partial x}}(a,b)\,\mathrm {d} x+{\frac {\partial f}{\partial y}}(a,b)\,\mathrm {d} y}
ce qu'en physique on énonce en général sous la forme : la différentielle « totale » est la somme des « différentielles partielles ».
On écrira par exemple : si {\displaystyle z=x^{2}+xy} alors {\displaystyle \mathrm {d} z=\mathrm {d} f=(2x+y)\,\mathrm {d} x+x\,\mathrm {d} y}. De fait, cette formule sera vérifiée dans de très nombreux calculs explicites ; mais elle n'est pas vraie en toute généralité.

#### Le problème de la différentiabilité
Il faut détailler le raisonnement pour voir où il pèche. On peut faire subir d'abord une augmentation de {\displaystyle \mathrm {d} x} à la seule variable {\displaystyle x}, ce qui la fait passer de la valeur {\displaystyle a} à {\displaystyle a+\mathrm {d} x}, tandis que {\displaystyle y} reste égal à {\displaystyle b}. Puis, en maintenant {\displaystyle x=a+\mathrm {d} x} constant, on fait passer {\displaystyle y} de {\displaystyle b} à {\displaystyle b+\mathrm {d} y}. Les accroissements résultants de {\displaystyle z} sont donc plus précisément :
{\displaystyle \mathrm {d} z_{1}={\frac {\partial f}{\partial x}}(a,b)\,\mathrm {d} x}
et {\displaystyle \mathrm {d} z_{2}={\frac {\partial f}{\partial y}}(a+\mathrm {d} x,b)\,\mathrm {d} y}
et encore, si cette deuxième quantité existe effectivement.
L'existence de dérivées partielles au seul point {\displaystyle (a,b)} est a priori insuffisante pour écrire une formule générale de calcul de {\displaystyle \mathrm {d} z}. En revanche, si l'on suppose que les dérivées partielles sont définies et continues sur un voisinage de {\displaystyle (a,b)}, on pourra effectivement affirmer que {\displaystyle \mathrm {d} z} a la valeur attendue.

## Définition de la différentielle
En termes généraux, la différentiabilité est l'existence d'un développement limité à l'ordre 1 en un point, et la différentielle est la partie d'ordre 1 (donc linéaire) exactement.

### Pour une fonction réelle à deux variables
Étudions en premier lieu une fonction de deux variables, à valeurs réelles : on notera {\displaystyle z=f(x,y)}. Cette fonction sera dite différentiable au point {\displaystyle m} de coordonnées {\displaystyle (x,y)} s'il existe une formule de développement limité d'ordre 1 pour la fonction en ce point, c'est-à-dire :
{\displaystyle f(x+h_{1},y+h_{2})=f(x,y)+\alpha \,h_{1}+\beta \,h_{2}+o\left({\sqrt {{h_{1}}^{2}+{h_{2}}^{2}}}\right)}
avec {\displaystyle \alpha } et {\displaystyle \beta } des coefficients réels, ou encore :
{\displaystyle \lim _{(h_{1},h_{2})\to (0,0)}{\frac {f(x+h_{1},y+h_{2})-f(x,y)-\alpha h_{1}-\beta h_{2}}{\sqrt {{h_{1}}^{2}+{h_{2}}^{2}}}}=0}
La limite est à prendre au sens des limites de fonctions de deux variables.
Si la fonction est différentiable, on montre que les coefficients {\displaystyle \alpha } et {\displaystyle \beta } sont bien les dérivées partielles de {\displaystyle f}. On peut alors écrire :
{\displaystyle f(x+h_{1},y+h_{2})=f(m+{\vec {h}})=f(m)+L({\vec {h}})+o(\|{\vec {h}}\|)}
avec l'expression suivante qui est linéaire en {\displaystyle {\vec {h}}=(h_{1},h_{2})}
{\displaystyle L({\vec {h}})={\frac {\partial f}{\partial x}}(x,y)\,h_{1}+{\frac {\partial f}{\partial y}}(x,y)\,h_{2}.}
L'application linéaire {\displaystyle L} est appelée différentielle de {\displaystyle f} au point {\displaystyle m} et peut se noter {\displaystyle \mathrm {d} f(m)} ou bien {\displaystyle \mathrm {d} f_{m}}.
On peut reprendre l'interprétation intuitive de {\displaystyle L}. Si les variables subissent une petite modification {\displaystyle \delta {\vec {\ell }}}, l'effet sur la fonction est une modification {\displaystyle \delta f=L(\delta {\vec {\ell }})}, à condition de s'empresser d'ajouter : « du moins au premier ordre ».

### Généralisations en dimension finie
Cette première notion se généralise aux fonctions de {\displaystyle \mathbb {R} ^{n}} dans {\displaystyle \mathbb {R} }, en changeant simplement le nombre de variables, puis aux fonctions de {\displaystyle \mathbb {R} ^{n}} dans {\displaystyle \mathbb {R} ^{p}} en admettant des coefficients vectoriels pour le développement limité. Une fonction {\displaystyle {\vec {f}}} de {\displaystyle \mathbb {R} ^{n}} dans {\displaystyle \mathbb {R} ^{p}} sera dite différentiable en {\displaystyle a} s'il existe un développement de la forme :
{\displaystyle {\vec {f}}(a_{1}+h_{1},\dots ,a_{n}+h_{n})={\vec {f}}(a_{1},\dots ,a_{n})+h_{1}\,{\vec {\alpha _{1}}}+\dots +h_{n}\,{\vec {\alpha _{n}}}+o\left(\|{\vec {h}}\|\right)}
avec {\displaystyle \|{\vec {h}}\|} qui désigne la norme du vecteur de composantes {\displaystyle (h_{1},...,h_{n})}. Cette condition peut aussi s'écrire comme :
{\displaystyle \lim _{{\vec {h}}\to {\vec {0}}}{\frac {{\vec {f}}(a_{1}+h_{1},\dots ,a_{n}+h_{n})-{\vec {f}}(a_{1},\dots ,a_{n})-h_{1}\,{\vec {\alpha _{1}}}-\dots -h_{n}\,{\vec {\alpha _{n}}}}{\|{\vec {h}}\|}}={\vec {0}}}
La limite est à prendre au sens des limites de fonctions de {\displaystyle n} variables. De nouveau, si la fonction est différentiable, on montre que les coefficients {\displaystyle \{{\vec {\alpha _{i}}}\}_{i=1,\dots ,n}} apparaissant dans ce développement sont les dérivées partielles de {\displaystyle {\vec {f}}}. On notera donc :
{\displaystyle \mathrm {d} {\vec {f}}(a)({\vec {h}})={\frac {\partial {\vec {f}}}{\partial x_{1}}}(a)\,h_{1}+\dots +{\frac {\partial {\vec {f}}}{\partial x_{n}}}(a)\,h_{n}}
Pour effectuer ce calcul il est judicieux d'introduire des représentations matricielles pour le vecteur {\displaystyle {\vec {h}}} et l'application linéaire {\displaystyle \mathrm {d} {\vec {f}}(a)} : c'est ce que l'on appelle la matrice jacobienne de l'application. C'est une matrice de dimension {\displaystyle (p,n)}. Le calcul de {\displaystyle \mathrm {d} {\vec {f}}(a)({\vec {h}})} peut aussi être présenté comme un calcul de produit scalaire du vecteur {\displaystyle {\vec {h}}} avec le vecteur gradient de {\displaystyle f} au point {\displaystyle a}.
La différentiabilité de la fonction assure l'existence de dérivées partielles ; la réciproque est fausse : l'existence de dérivées partielles n'assure pas la différentiabilité de la fonction, ni même sa continuité.
Il existe cependant un résultat positif : si les dérivées partielles de {\displaystyle f} existent et sont continues, alors {\displaystyle f} est différentiable.
Si l'application {\displaystyle f} est linéaire, alors elle est différentiable en tout point {\displaystyle a} et {\displaystyle \mathrm {d} f(a)=f}. Ceci s'applique en particulier à chaque fonction coordonnée {\displaystyle \mathbb {R} ^{n}\to \mathbb {R} }, {\displaystyle x\to x_{k}} — dont la dérivée en tout point {\displaystyle a}, {\displaystyle \mathrm {d} x_{k}(a)\,:\,h\to h_{k}}, est simplement notée {\displaystyle \mathrm {d} x_{k}} — et justifie la réécriture suivante de la différentielle de {\displaystyle {\vec {f}}} en {\displaystyle a} :
{\displaystyle \mathrm {d} {\vec {f}}(a)={\frac {\partial {\vec {f}}}{\partial x_{1}}}(a)\,\mathrm {d} x_{1}+\dots +{\frac {\partial {\vec {f}}}{\partial x_{n}}}(a)\,\mathrm {d} x_{n}}

### Applications au calcul infinitésimal
En calcul infinitésimal, l'habitude est de noter {\displaystyle \mathrm {d} f} des variations infinitésimales d'une fonction {\displaystyle f}. Ainsi, soient {\displaystyle f}, une fonction de {\displaystyle {\vec {x}}=(x_{1},\dots ,x_{n})} et {\displaystyle \mathrm {d} {\vec {x}}=(\mathrm {d} x_{1},\dots ,\mathrm {d} x_{n})} où les {\displaystyle \mathrm {d} x_{i}} sont les composantes d'une variation infinitésimale de {\displaystyle {\vec {x}}}, alors la différentielle de {\displaystyle f} au point {\displaystyle {\vec {x}}} définit les variations infinitésimales de {\displaystyle f} correspondant aux variations infinitésimales de {\displaystyle {\vec {x}}} et s'écrit :
{\displaystyle \mathrm {d} f({\vec {x}})=\sum _{i}{\frac {\partial f({\vec {x}})}{\partial x_{i}}}\,\mathrm {d} x_{i}}
ou, en notation tensorielle avec la convention de sommation d'Einstein :
{\displaystyle \mathrm {d} f({\vec {x}})={\frac {\partial f({\vec {x}})}{\partial x_{i}}}\,\mathrm {d} x_{i}}
Pour bien comprendre cette formule, il faut comprendre que l'accroissement infinitésimal {\displaystyle \partial f} est lié aux accroissements infinitésimaux {\displaystyle \partial x_{i}} par les dérivées partielles qui sont indépendantes les unes des autres, et que par contre, on calcule la relation entre {\displaystyle \mathrm {d} f({\vec {x}})} et les {\displaystyle \mathrm {d} x_{i}} qui sont, eux, liés entre eux par la direction dans laquelle on fait varier {\displaystyle {\vec {x}}}.

### Différentiabilité au sens de Fréchet
Plus généralement, il est possible de définir la notion de différentiabilité et de différentielle sans avoir recours à des bases.
Soient {\displaystyle E} un espace vectoriel normé, {\displaystyle F} un espace vectoriel topologique séparé, {\displaystyle f} une application de {\displaystyle E} dans {\displaystyle F} et {\displaystyle a} un point de {\displaystyle E}. On abandonne la notation des vecteurs par des flèches dans ce paragraphe.
On dit que {\displaystyle f} est différentiable en {\displaystyle a} (au sens de Fréchet) s'il existe une application linéaire continue {\displaystyle L:E\to F} telle que :
{\displaystyle \forall h\in E\quad f(a+h)=f(a)+L(h)+o\left(\|h\|\right)}
ou, de manière équivalente :
{\displaystyle \lim _{h\to 0}{\frac {f(a+h)-f(a)-L(h)}{\|h\|}}=0.}
Une telle application linéaire {\displaystyle L} est alors unique. Elle est appelée différentielle de {\displaystyle f} en {\displaystyle a} et se note {\displaystyle L=\mathrm {d} f(a)}. De plus, sa continuité assure la continuité en {\displaystyle a} de {\displaystyle f}.
La différentiabilité dépend de la norme choisie sur {\displaystyle E} ; on retrouve, cela dit, la définition usuelle en dimension finie (voir supra) puisque toutes les normes y sont équivalentes. Notons que pour {\displaystyle h\in E} fixé, l'application {\displaystyle Df(.)(h):E\to F:a\mapsto \mathrm {d} f(a)(h)} n'a aucune raison d'être linéaire. Par exemple pour {\displaystyle E=F=\mathbb {R} }, {\displaystyle f=\sin } et {\displaystyle h=1}, on a {\displaystyle Df(.)(h)=\cos }.
On peut remarquer le changement sémantique entre la première définition, celle de Leibniz – un accroissement très petit –, et celle formalisée de nos jours – une application linéaire. Ce changement est l'aboutissement d'une évolution de plus de trois siècles entre une idée intuitive du calcul infinitésimal et sa formalisation.

## Différentielle d'une fonction composée
La différentielle d'une fonction composée est donnée (sous de bonnes hypothèses) par, :
{\displaystyle \mathrm {d} (g\circ f)(a)=\mathrm {d} g(f(a))\circ \mathrm {d} f(a)}

## Différentielle d'ordre supérieur

### Cas de la fonction réelle
Si {\displaystyle y=f(x)}, si {\displaystyle f} est dérivable sur {\displaystyle I}, alors {\displaystyle \mathrm {d} f=f'(x)\,\mathrm {d} x}. Si de plus, {\displaystyle f'} est dérivable, {\displaystyle \mathrm {d} f} est différentiable et :
{\displaystyle \mathrm {d} ^{2}f=f''(x)\,\mathrm {d} x\,\mathrm {d} x}
Cette quantité s'appelle la différentielle d'ordre 2 de {\displaystyle f}.
Plus généralement, si {\displaystyle f} est {\displaystyle n} fois dérivable sur {\displaystyle I}, on appelle différentielle d'ordre {\displaystyle n} sur {\displaystyle I}, l'expression :
{\displaystyle \mathrm {d} ^{n}f=f^{(n)}(x)(\mathrm {d} x)^{n}}

### Cas de la fonction réelle à deux variables
Si {\displaystyle f} est une fonction différentiable de {\displaystyle U} (ouvert de {\displaystyle \mathbb {R} ^{2}}) dans {\displaystyle \mathbb {R} }, alors {\displaystyle \mathrm {d} f={\tfrac {\partial f}{\partial x}}\,\mathrm {d} x+{\tfrac {\partial f}{\partial y}}\,\mathrm {d} y}. Chacune des fonctions {\displaystyle {\tfrac {\partial f}{\partial x}}} et {\displaystyle {\tfrac {\partial f}{\partial y}}} est elle-même une fonction de {\displaystyle U} dans {\displaystyle \mathbb {R} }. Si elles sont de classe C1 (c'est-à-dire différentiables de différentielle continue) alors {\displaystyle \mathrm {d} f} est aussi différentiable et :
{\displaystyle \mathrm {d} ^{2}f=\left({\frac {\partial ^{2}f}{\partial x\partial x}}\,\mathrm {d} x+{\frac {\partial ^{2}f}{\partial x\partial y}}\,\mathrm {d} y\right)\,\mathrm {d} x+\left({\frac {\partial ^{2}f}{\partial y\partial x}}\,\mathrm {d} x+{\frac {\partial ^{2}f}{\partial y\partial y}}\,\mathrm {d} y\right)\mathrm {d} y}
Comme les différentielles sont continues, le théorème de Schwarz permet de dire que :
{\displaystyle {\frac {\partial ^{2}f}{\partial x\partial y}}={\frac {\partial ^{2}f}{\partial y\partial x}}}
ce qui permet d'écrire la différentielle d'ordre 2 de {\displaystyle f} sous la forme suivante :
{\displaystyle \mathrm {d} ^{2}f={\frac {\partial ^{2}f}{\partial x\partial x}}\,(\mathrm {d} x)^{2}+2\,{\frac {\partial ^{2}f}{\partial x\partial y}}\,\mathrm {d} x\,\mathrm {d} y+{\frac {\partial ^{2}f}{\partial y\partial y}}\,(\mathrm {d} y)^{2}=\left({\frac {\partial }{\partial x}}\,\mathrm {d} x+{\frac {\partial }{\partial y}}\,\mathrm {d} y\right)^{2}f}
où {\displaystyle {\bigl (}{\tfrac {\partial }{\partial x}}\,\mathrm {d} x+{\tfrac {\partial }{\partial y}}\,\mathrm {d} y{\bigr )}} devient un opérateur agissant sur {\displaystyle f}
Plus généralement, si {\displaystyle f} est de classe {\displaystyle C^{n}} alors (formellement, dans l'algèbre des opérateurs) :
{\displaystyle \mathrm {d} ^{n}f=\left({\frac {\partial }{\partial x}}\,\mathrm {d} x+{\frac {\partial }{\partial y}}\,\mathrm {d} y\right)^{n}f}

### Cas général
On considère deux espaces vectoriels normés {\displaystyle E} et {\displaystyle F}, {\displaystyle U} un ouvert de {\displaystyle E} et {\displaystyle f:U\to F}.
On dit que {\displaystyle f} est deux fois différentiable en {\displaystyle a\in U} si :
1. {\displaystyle f} est différentiable sur {\displaystyle U} (de différentielle {\displaystyle f'(x)\in {\mathcal {L}}(E,F)} pour tout {\displaystyle x\in U}),
2. l'application {\displaystyle f':U\to {\mathcal {L}}(E,F)} est différentiable en {\displaystyle a} (au sens de la métrique induite sur {\displaystyle {\mathcal {L}}(E,F)}).

L'application dérivée seconde est donc une fonction {\displaystyle f'':U\to {\mathcal {L}}(E,{\mathcal {L}}(E,F))} et la différentielle seconde en {\displaystyle a} est l'application {\displaystyle f''(a)\in {\mathcal {L}}(E,{\mathcal {L}}(E,F))}.
Mais intéressons-nous de plus près à {\displaystyle f''(a)}. Il s'agit d'une application linéaire continue {\displaystyle f''(a):E\to {\mathcal {L}}(E,F)}. De même, une fois choisi {\displaystyle x\in E} l'application {\displaystyle f''(a)x:E\to F} est linéaire continue.
L'application {\displaystyle f''(a)} peut donc être interprétée comme l'application bilinéaire continue {\displaystyle f''(a):E\times E\to F,\,(x,y)\mapsto ((f')'(a)x)y}. D'après le théorème de Schwarz, elle est de plus symétrique.
De manière générale, on définit la différentielle d'ordre {\displaystyle n} de {\displaystyle f} en {\displaystyle a} comme l'application {\displaystyle n}-linéaire symétrique continue {\displaystyle f^{(n)}(a):E^{n}\to F,\,(x_{1},...,x_{n})\mapsto (...((f^{(n)}(a)x_{1})x_{2})...)x_{n}}.